# Villa La Porziuncola
Villa La Porziuncola si trova in via della Capponcina 75 a Settignano, nel comune di Firenze.

## Storia e descrizione
La villa è nota soprattutto per essere stata abitata da Eleonora Duse all'inizio del Novecento e per essere stata teatro del chiacchierato amore con Gabriele D'Annunzio, che stava a pochi passi, a villa La Capponcina (al n. 32 sull'altro lato della strada).